# Piotr Hałasik
Piotr Paweł Hałasik (ur. 25 maja 1953 w Sosnowcu) – polski ekonomista i przedsiębiorca związany z branżą energetyczną, polityk, działacz sportowy.

## Życiorys
Absolwent ekonomii na Akademii Ekonomicznej w Katowicach z 1978. Ukończył podyplomowe studia menedżerskie z Fundacji im. Margaret Thatcher w 1991. Doktorat uzyskał z zakresu ekonomicznych aspektów funkcjonowania energetyki zawodowej w dziedzinie biznesu i zarządzania na uniwersytetach w Pasadenie, Houston (Stany Zjednoczone), Petersburgu (Rosja)
Zawodowo związany z branżą energetyczną. Od 1978 pracownik Elektrociepłowni Będzin, od 1981 do 1986 na stanowisku dyrektora ds. ekonomicznych. W latach 1986–1991 sprawował funkcję Dyrektora Naczelnego Zespołu Elektrociepłowni Katowice. W 1992 założył firmę Biuro Handlowe, początkowo zajmującą się zbytem łańcuchów. Od 2001 do 2010 był prezesem zarządu spółki BH Steel-Energia Sp. z o.o. w Katowicach. Przedsiębiorstwo Biuro Handlowe istniało do 2004, gdy jako aport weszło w skład spółki prawa handlowego BH Steel-Energia Sp. z o.o. W latach 2000–2005 prezes zarządu Małych Elektrowni Wodnych S.A., a w latach 2007–2010 prezes zarządu Energysteel Sp. z o.o. Był w składzie wielu rad nadzorczych, m.in. Inteb Sp. z o.o. (1997–2005), FSiNG Fasing S.A. (1998–1999), Huty Katowice S.A. (2001–2002), Polskich Hut Stali S.A. (2002–2004), PPZ – Baildon Sp. z o.o. (2005–2008). W latach 2005–2006 prezes Rady Nadzorczej Południowy Koncern Energetyczny – Polska Energia S.A. Współzałożyciel i członek Rady Zarządzającej Towarzystwa Obrotu Energią (2005–2009). Od 2010 doradca ds. energetyki w kancelarii prawnej. Od 2010 członek Business Centre Club.
Były prezes zarządu Stowarzyszenia Krzewienia Idei Lewicowej. 12 września 2004 startował w wyborach uzupełniających do Senatu (był popierany przez Stowarzyszenie Krzewienia Idei Lewicowej). Działał w powstałej w 2005 Partii Demokratycznej. W wyborach prezydenckich w 2010 udzielił poparcia Grzegorzowi Napieralskiemu. W wyborach parlamentarnych w 2011 jako bezpartyjny bez powodzenia ubiegał się o mandat senatora z ramienia Sojuszu Lewicy Demokratycznej w okręgu wyborczym nr 77 (w czasie kampanii przegrał proces w trybie wyborczym w związku z rozpowszechnianiem nieprawdziwych informacji o kontrkandydacie). W wyborach parlamentarnych w 2015 ponownie w tym samym okręgu wystartował do Senatu, z ramienia Nowoczesnej, lecz nie uzyskał mandatu senatora.
Jest działaczem sportowym. Jako przedsiębiorca przez wiele lat był sponsorem klubu siatkarskiego GKS Kazimierz Płomień Sosnowiec (grupa kapitałowa, którą zarządzał, wspierała klub finansowo do 30 czerwca 2008). W klubie w latach 1991–1995 pełnił funkcję wiceprezesa zarządu, a w latach 1995–2000 był prezesem zarządu. W latach 2001–2005 prezes Rady Nadzorczej KP Polska Energia S.A. Jest honorowym prezesem Płomienia Sosnowiec. Współorganizował zawodową Polską Ligę Siatkówki.
Od 2011 zainteresował się bliżej hokejem na lodzie – wówczas spółka EnergySteel rozpoczęła wspieranie finansowe klubu Zagłębia Sosnowiec. W 2012 został zgłoszony przez śląskie kluby hokejowe jako kandydat w wyborach na prezesa Polskiego Związku Hokeja na Lodzie. 26 maja 2012 został wybrany na funkcję prezesa PZHL. Uprzednio zadeklarował, że w tej funkcji będzie działać społecznie i zrezygnuje z wynagrodzenia. Po wyborze zobowiązał się do znalezienia sponsora dla tej dyscypliny sportu w Polsce do końca 2013, w przeciwnym razie poda się do dymisji. W 2013 otrzymał tytuł Działacza sezonu w plebiscycie „Hokejowe Orły”. Jako przedstawiciel związku sportowego 13 kwietnia 2013 zasiadł w zarządzie Polskiego Komitetu Olimpijskiego i został członkiem Komisji Finansów i Budżetu PKOl. We wrześniu 2013 sześć klubów rozgrywek Polskiej Hokej Ligi w sezonie 2013/2014 zażądało ustąpienia Piotra Hałasika z funkcji prezesa PZHL. 13 marca 2014 Piotr Hałasik złożył rezygnację z funkcji prezesa Polskiego Związku Hokeja na Lodzie.

## Życie prywatne
Żonaty z Barbarą. Mają dwoje dzieci, Pawła i Katarzynę.